# Mal Viver
Pour plus de détails, voir Fiche technique et Distribution.
Mal Viver, également connu sous le titre Mal de vivre, est un film dramatique franco-portugais écrit et réalisé par João Canijo, sorti en 2023.

## Liminaire
Mettant en vedette Anabela Moreira et Rita Blanco, le film dépeint l'histoire d'une famille de plusieurs femmes de générations différentes, dont les relations les unes avec les autres se sont empoisonnées par l'amertume. Il est sélectionné pour concourir pour l'Ours d'or au 73e Festival international du film de Berlin, où il aura sa première mondiale en février 2023.
Parallèlement, le réalisateur a réalisé un autre film, Viver mal, dans lequel l'accent est mis sur les clients venant à l'hôtel. Dans sa déclaration, le réalisateur a déclaré que pour le scénario sur les clients de l'hôtel, il s'était inspiré de motifs de pièces de théâtre d'August Strindberg. Viver mal a également été sélectionné au 73e Festival international du film de Berlin dans la section « Encounter ».

## Synopsis
Un groupe de femmes de différentes générations de la même famille dirige un hôtel sur la côte nord du Portugal. Leurs relations se sont détériorées et elles essaient de survivre dans l'hôtel en déclin. Puis l'arrivée inattendue d'une petite-fille sème le trouble, alors que la haine latente et les ressentiments accumulés se font jour.
Sara dirige un hôtel de luxe quelque peu décati, entourée de ses deux filles, Raquel et Piedade, ainsi que de sa nièce Angela. Raquel a quitté son mari qui la battait tandis que Piedade, neurasthénique et dépressive, n'a d'attentions que pour sa petite chienne, Alma. Leur cousine Angela, pleine d'empathie envers les membres de sa famille, complète le quatuor. L'arrivée de Salomé, fille unique de Piedade, élevée par son père qui vient juste de mourir, perturbe l'équilibre de ce microcosme.

## Fiche technique
- Titre français : Mal viver ou Mal de vivre[1]
- Titre original : Mal viver
- Réalisation et scénario : João Canijo
- Photographie : Leonor Teles
- Montage : João Braz
- Musique :
- Costumes : Nádia Santos Henriques
- Production : Pedro Borges
- Direction artistique : Nádia Santos Henriques
- Pays de production : Portugal, France
- Langue originale : portugais
- Format : couleur
- Genre : dramatique
- Durée : 127 minutes
- Dates de sortie :
  - Allemagne : 22 février 2023 (Berlinale 2023)
  - Portugal : 11 mai 2023

## Distribution
- Anabela Moreira : Piedade
- Rita Blanco : Sara
- Madalena Almeida : Salomé
- Cleia Almeida : Raquel
- Vera Barreto : Ângela
- Nuno Lopes : Jaime
- Filipa Areosa : Camila
- Leonor Silveira : Elisa
- Rafael Morais : Alex
- Lia Carvalho : Graça
- Beatriz Batarda : Judite
- Carolina Amaral : Alice
- Leonor Vasconcelos : Júlia

## Production
Le film a été tourné sur une période de douze semaines au début de 2021 à l'hôtel Parque do Rio à Praia de Ofir (pt). Au même moment, Living Bad, un deuxième film a été réalisé, qui se concentre sur les clients de l'hôtel. Selon un producteur du film, le son et le contenu seraient "deux films complètement différents". "L'un devient plus intéressant quand on voit l'autre", a expliqué le producteur Pedro Borges,,.

## Sortie
Le film a eu sa première mondiale au 73e Festival international du film de Berlin en février 2023. Il est prévu pour une sortie en salles au Portugal le 11 mai 2023.

## Distinctions
- Berlinale 2023 : Prix du jury[7]